# Cucina taiwanese

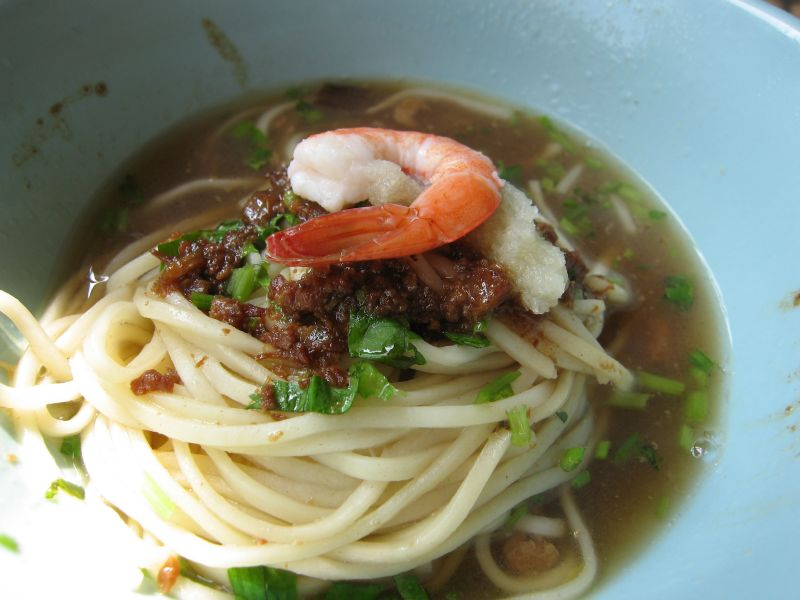
Danzai mian (擔仔麵, dànzǎimiàn)

La cucina taiwanese è l'espressione dell'arte culinaria sviluppata a Taiwan ed è composta da diverse cucine. 
In aggiunta ai piatti rappresentativi del popolo Hoklo  (Hō-ló), dei taiwanesi, ci sono anche la cucina aborigena, la cucina hakka e derivati locali delle cucine cinesi. In un sondaggio realizzato dalla CNN, Taiwan è risultato il Paese dove si mangia meglio nel mondo.
La cucina taiwanese è spesso associata con le influenze delle province meridionali e centrali della Cina continentale, in particolare della provincia di Fujian, ma si possono trovare facilmente influenze da tutta la Cina.
Inoltre vi è una influenza giapponese a causa del periodo di governo giapponese che ebbe l'isola.
Tra i piatti cinesi si possono trovare piatti del Guangdong, Jiangxi, Chaoshan, Shanghai, Hunan, Sichuan e Pechino.

## Ingredienti
Maiale, pesce, pollo, riso e soia sono gli ingredienti più comuni.
La carne bovina non è molto diffusa e alcuni taiwanesi (in particolare la generazione più anziana) ancora si trattiene dal mangiarla.
Questo è dovuto in parte alle considerazioni dei buddisti taiwanesi, che hanno una riluttanza a macellare bovini utili in campo agricolo, ma anche un attaccamento emotivo e un senso di gratitudine  agli animali tradizionalmente usati per il lavoro duro.

## Specialità regionali

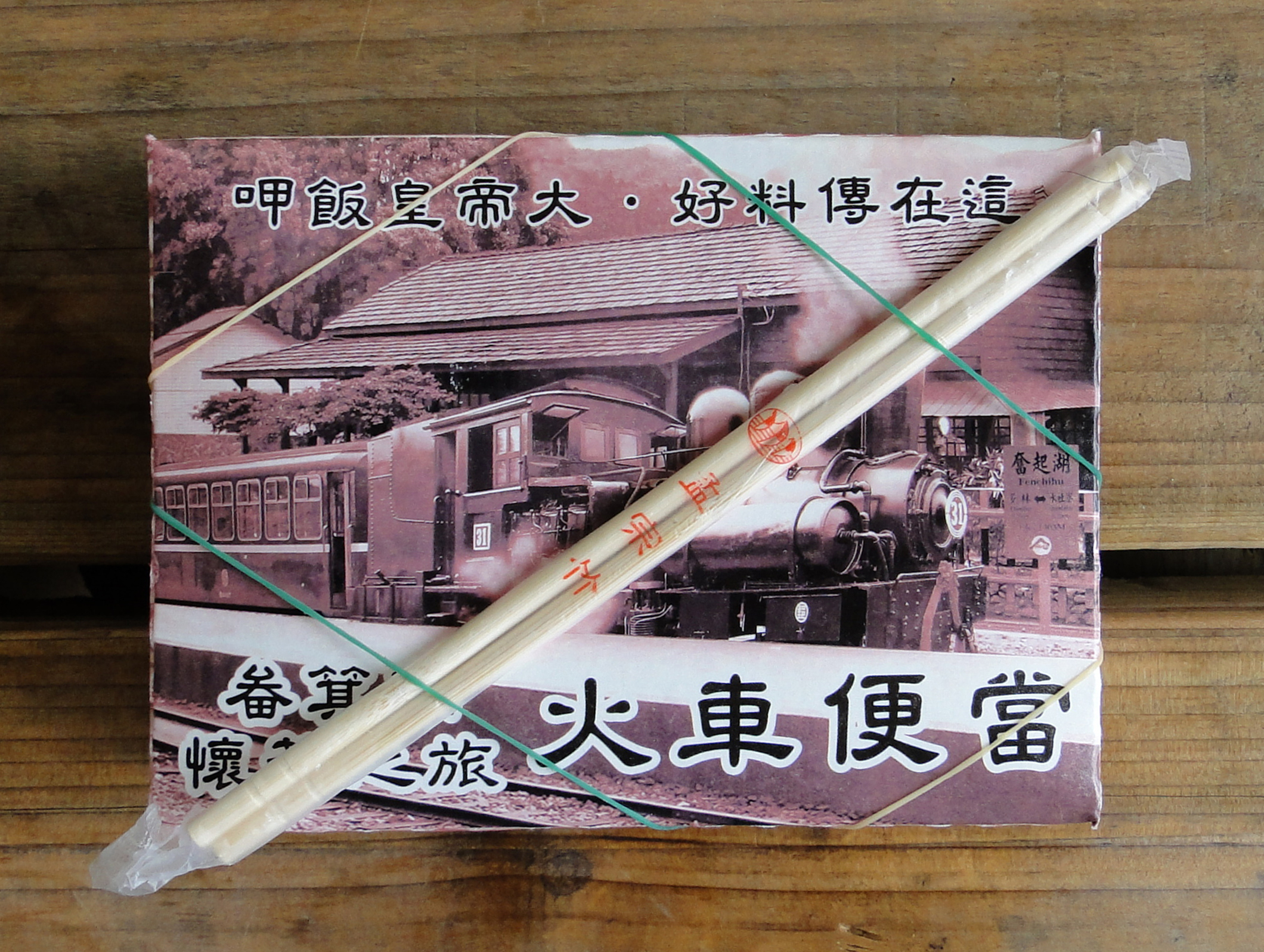
Una scatola Bento box di Fenchihu

- Chiayi: Scodella di riso turco (火雞肉飯 hǔojī ròu fàn)
- Hsinchu: Palla di maiale, 貢丸 （gòngwán）,
- Dasi, Taoyuan tofu essiccato (大溪豆乾 dàxī dòugān)
- Taichung: Suncake è il dolce più famoso di Taichung.
- Tainan Dan zai noodles (台南擔仔麵 Tâi-lâm tàⁿ-á-mī, Táinán dànzǎimiàn),
- Changhua:  Ba-wan, letteralmente 'sfere di carne'.
- Nantou: Yimian (yīmiàn),
- Tamsui: A-gei (阿給, āgěi)
- Lei cha: (擂茶, tè battuto o tè macinato)

## Piatti tipici
- Seppie geng
- omelette di ostriche, secondo un'indagine pubblicata nel giugno 2007 sul sito internet del quotidiano Taipei Times, l'omelette di ostriche è la pietanza preferita dai taiwanesi.[2]
- Vermicelli e ostriche
- Obiko
- Riso con maiale macinato
- Sanbeiji
- Chaibo neng
- Gauah bah
- A-gei
- Uova di ferro
- Torta all'ananas

## Bevande
Inventata negli anni 1980, tipica bevanda taiwanese è il Bubble tea.

## Galleria d'immagini

Un piccolo esempio di cucina taiwanese
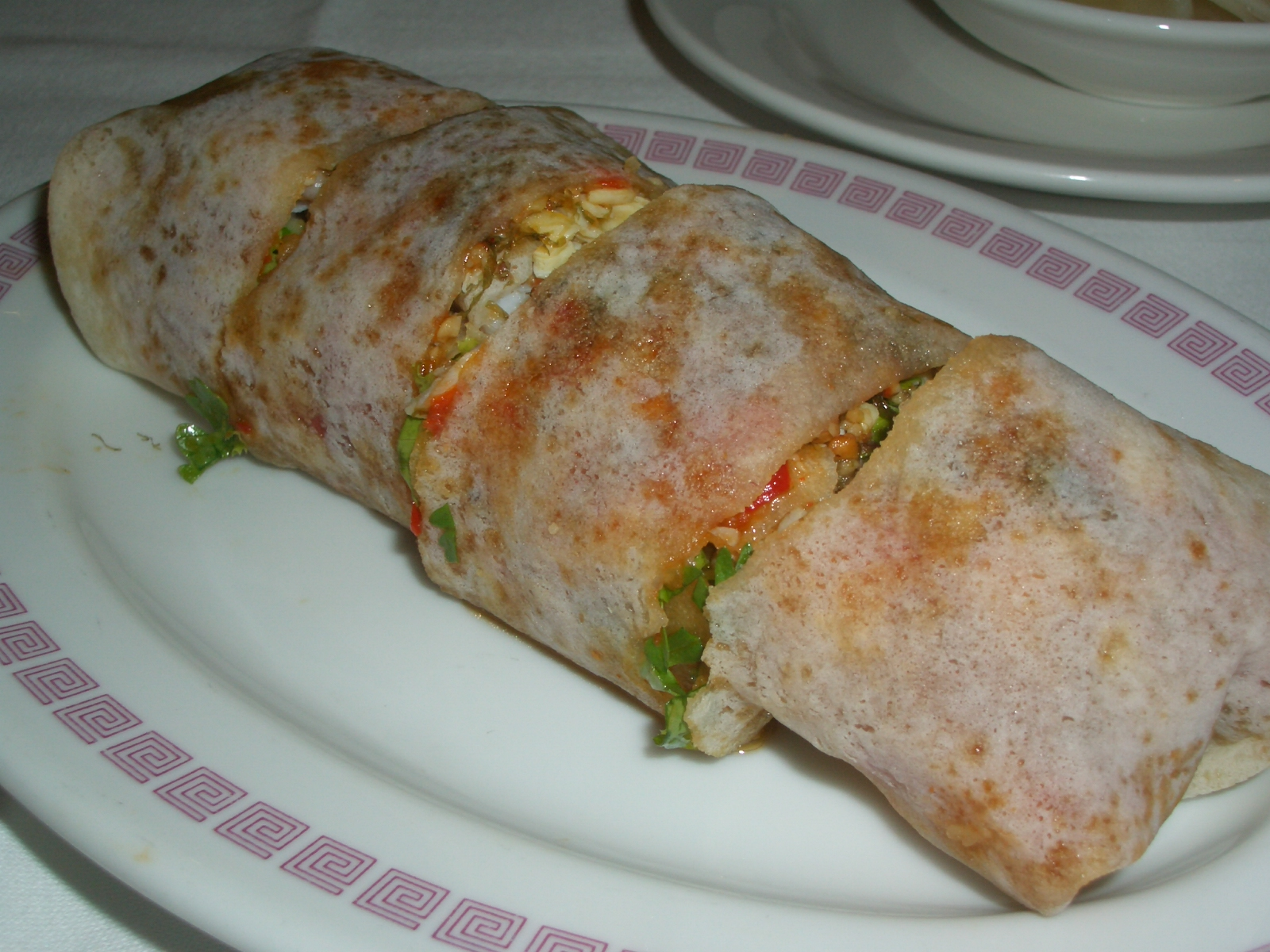
Popiah(薄餅, báobǐng, baobing) con verdure e arachidi sbriciolati come farcitura
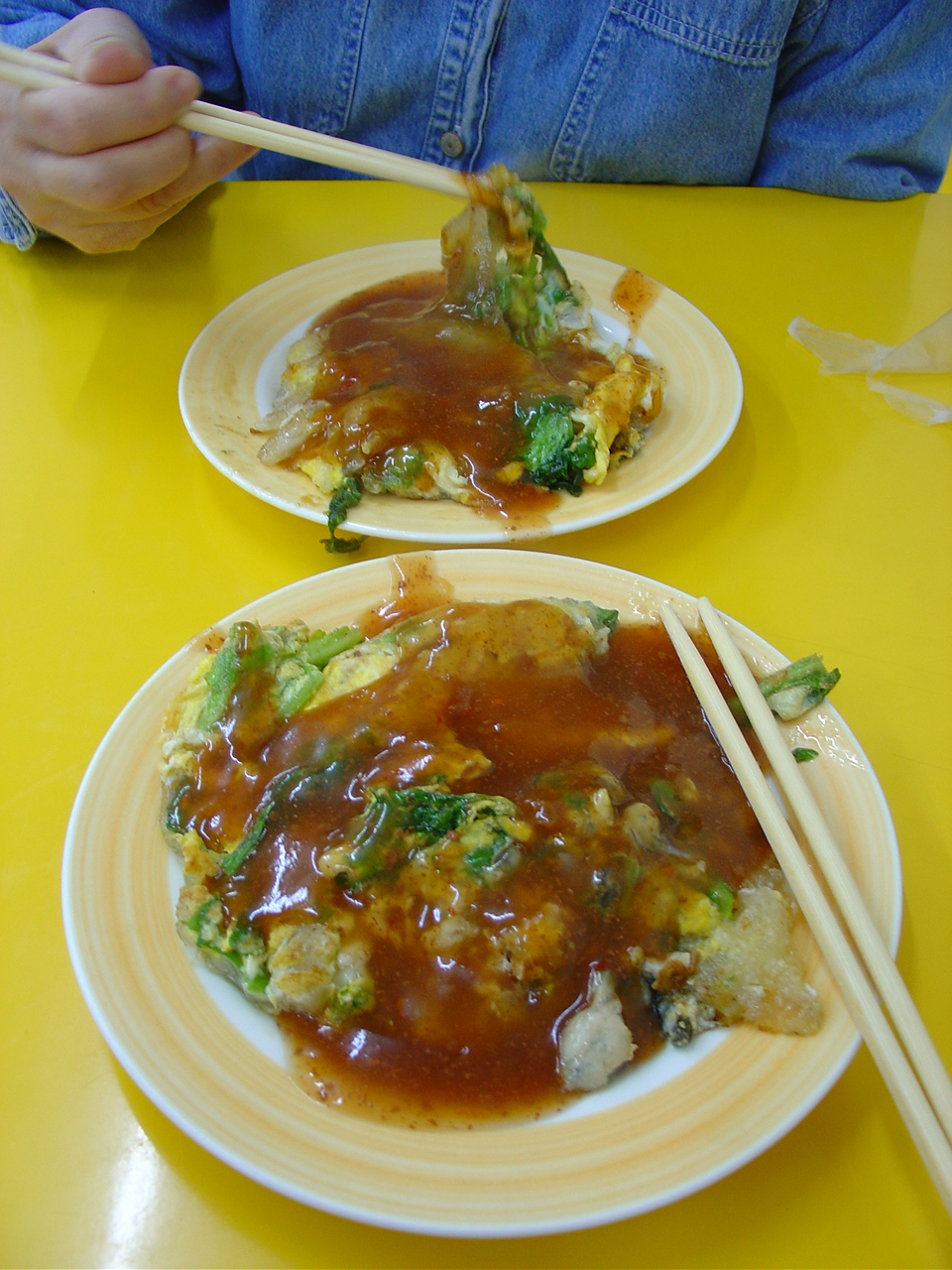
Omelette di ostriche (蚵仔煎, kèzǎijiān) da Chien-Cheng Circle, Datong District (Taipei).
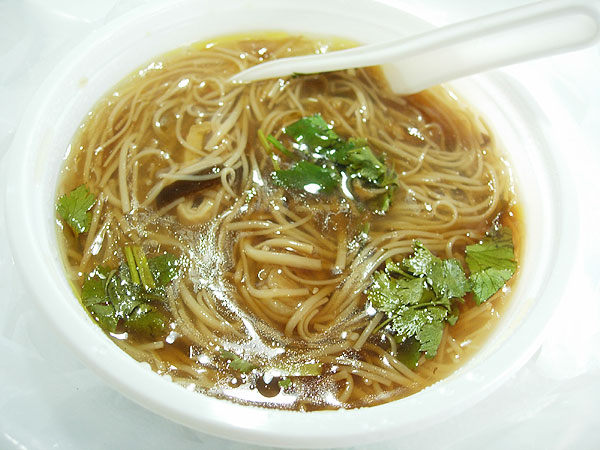
Una scodella di vermicelli di ostrica (蚵仔麵線, kèzǎi miànxiàn)
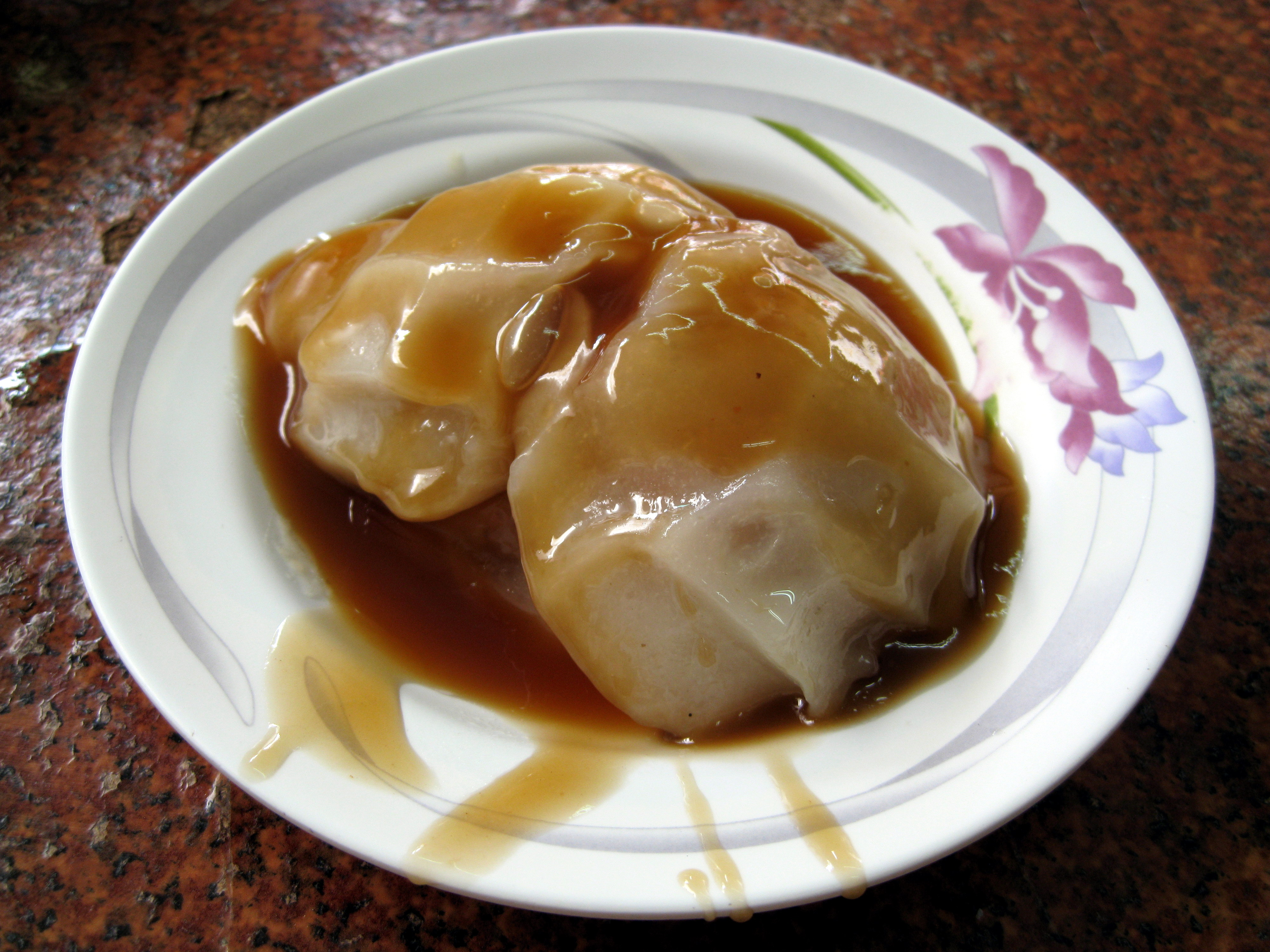
Ba-wan servito con salsa dolce e salata
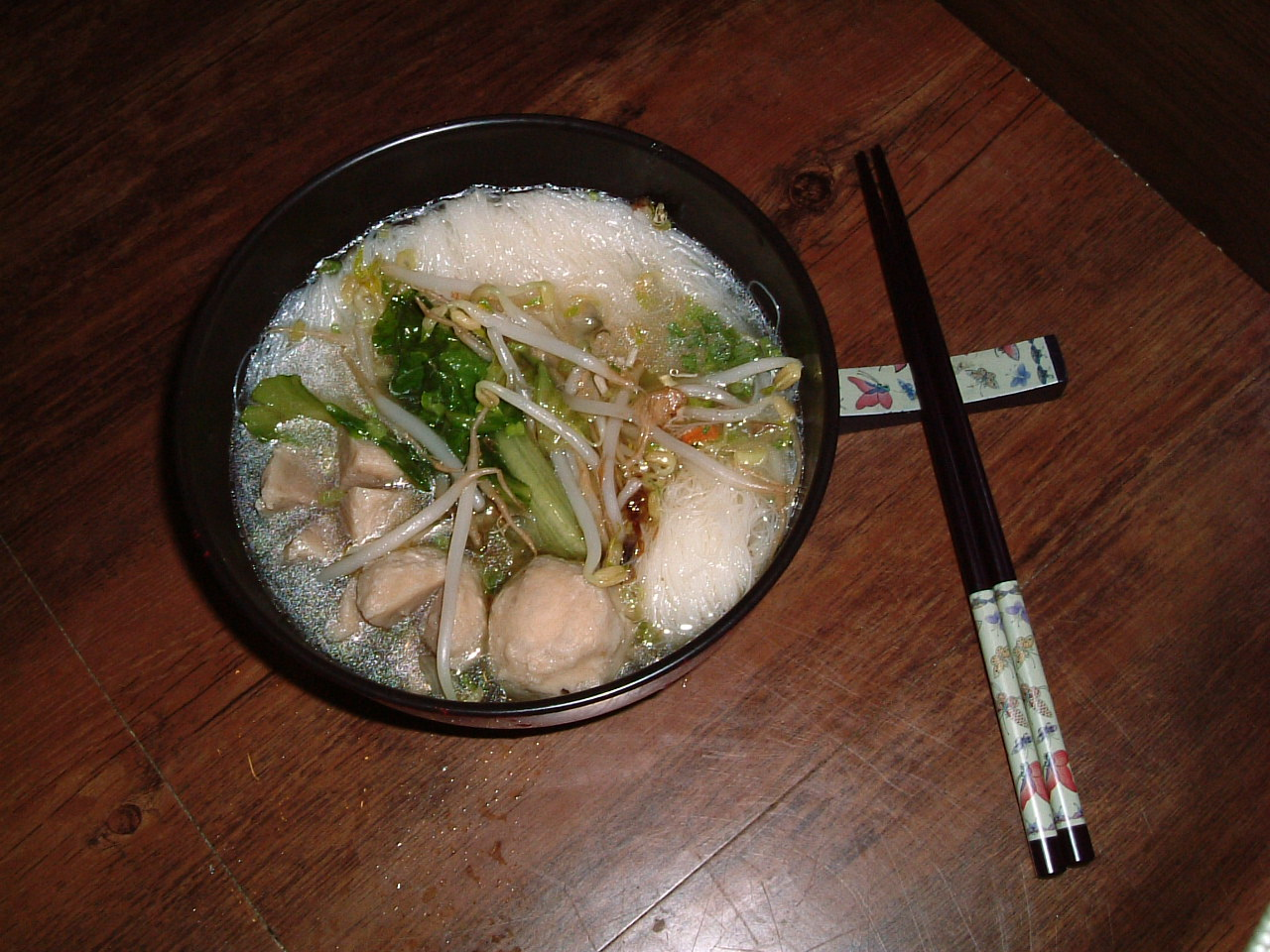
Gongwan e vermicelli in zuppa (貢丸米粉, gòngwán mǐfěn)
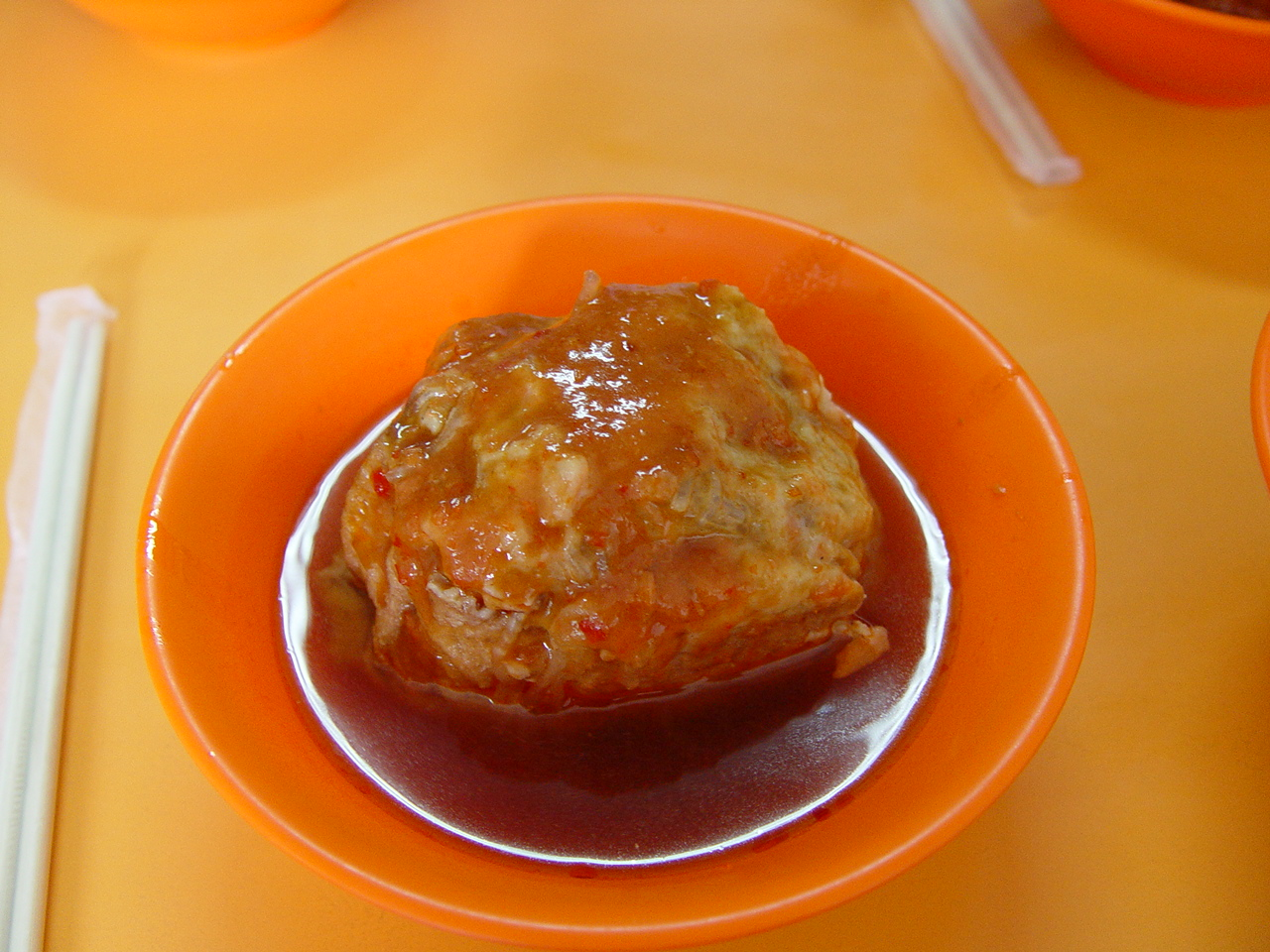
A-gei servito con salsa